# قطعنامه ۱۸۸۴ شورای امنیت
قطعنامه ۱۸۸۴ شورای امنیت سازمان ملل متحد که در تاریخ ۲۷ اوت ۲۰۰۹ تصویب شد، سندی بین‌المللی دربارهٔ بررسی وضعیت خاورمیانه است. این قطعنامه طی نشست ۶۱۸۳ام با ۱۵ رای موافق، ۰ مخالف و ۰ ممتنع تصویب شد.